# Véhicule électrique aux États-Unis
Pour les autres articles nationaux ou selon les autres juridictions, voir Véhicule électrique par pays.

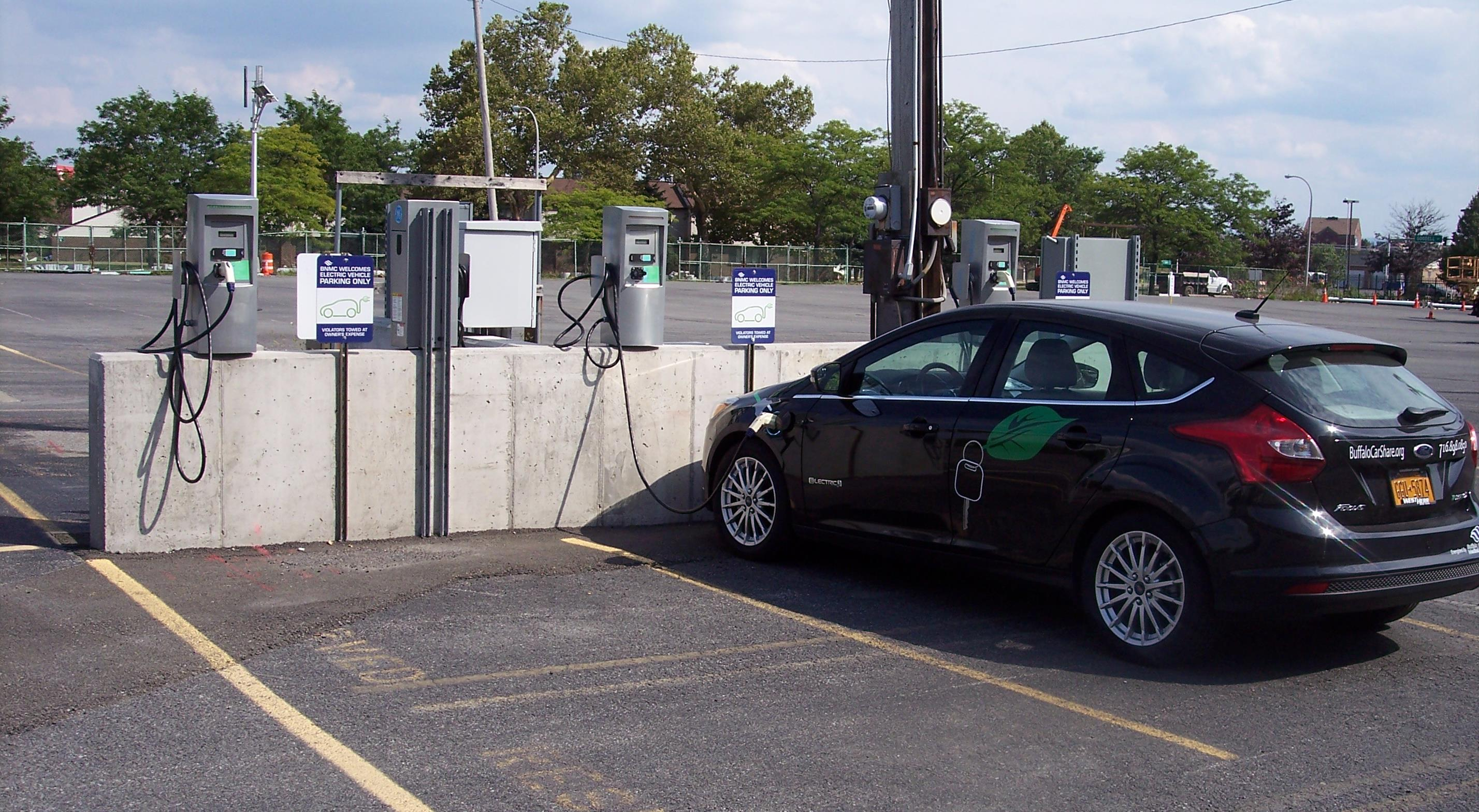
Véhicule électrique en charge à Buffalo (New York) en 2013.

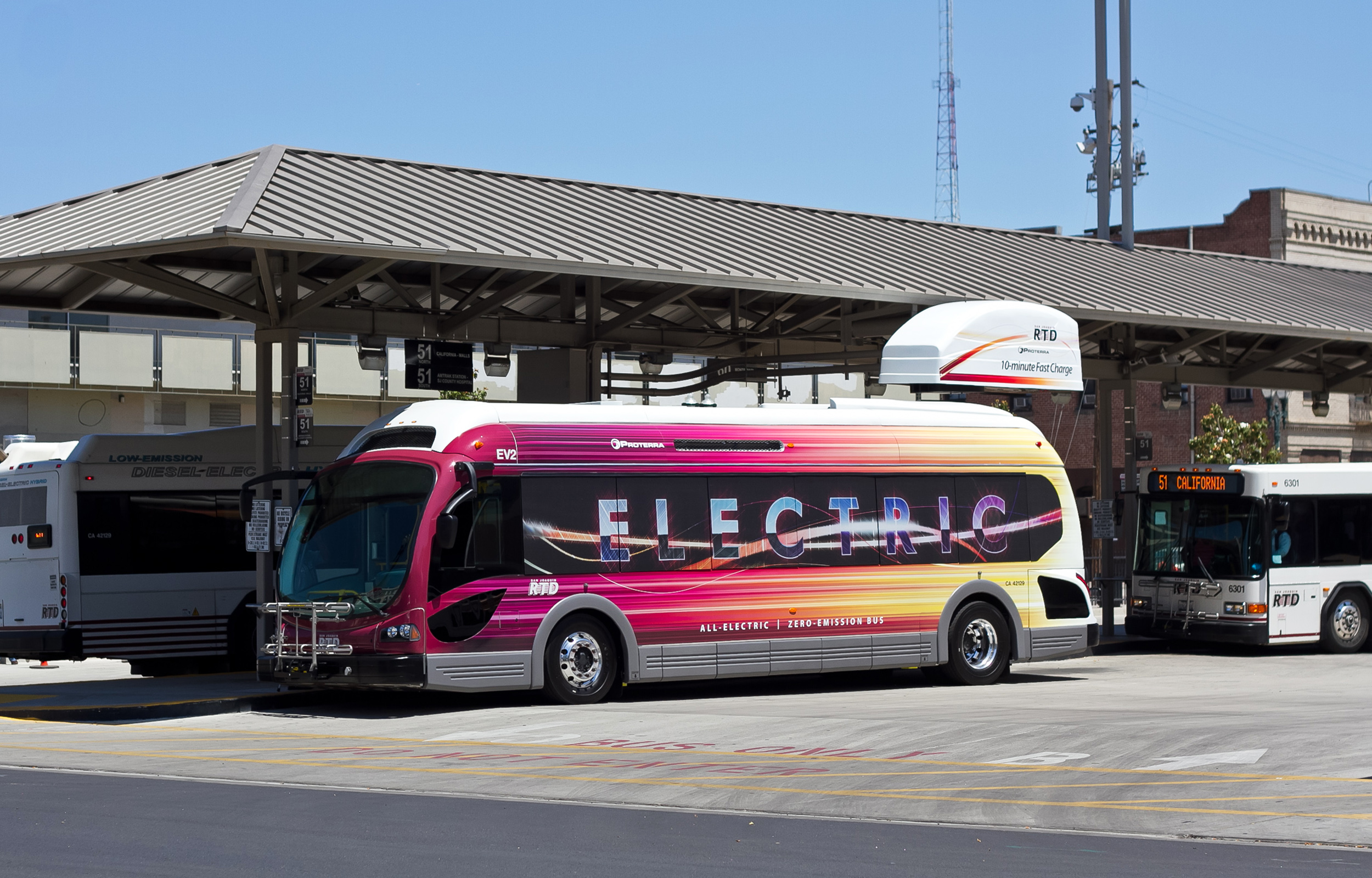
Bus électrique de la San Joaquin Regional Transit District en charge en Californie en 2013.

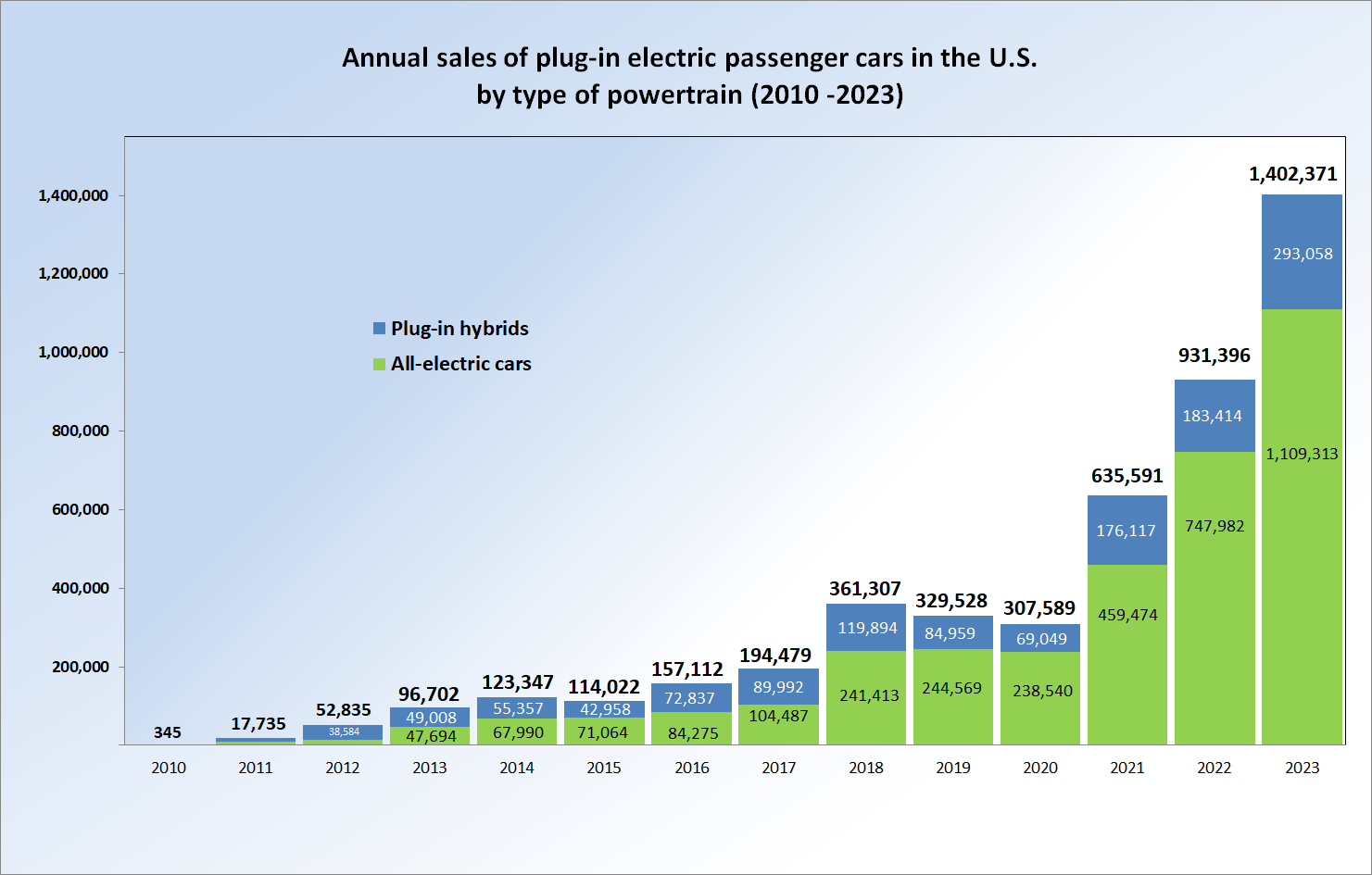
Ventes de véhicules électriques aux États-Unis entre 2010 et 2023 (en bleu les hybrides rechargeables).

L'adoption de véhicules électriques aux États-Unis est soutenue par le gouvernement fédéral américain et par plusieurs États et collectivités locales. En décembre 2021, les ventes cumulées aux États-Unis s'élevaient à 2,32 millions de voitures électriques rechargeables homologuées pour la circulation routière depuis 2010, avec en tête les voitures électriques. Le parc américain représentait 20 % du parc mondial de voitures rechargeables en circulation à la fin de l'année 2019, et les États-Unis possédaient le troisième parc mondial de voitures particulières rechargeables après la Chine (47 %) et l'Europe (25 %).

## Marché
| Type                                                     | 2010   | 2015  | 2018  | 2019  | 2020  | 2021  | 2022  | 2023  | 2024  |
| -------------------------------------------------------- | ------ | ----- | ----- | ----- | ----- | ----- | ----- | ----- | ----- |
| Voitures 100 % électriques (BEV)                         | 1,2    | 71    | 240   | 240   | 230   | 470   | 800   | 1 100 | 1 200 |
| Voitures hybrides rechargeables (PHEV)                   | -      | 43    | 120   | 85    | 64    | 160   | 190   | 290   | 320   |
| Part de marché VE (BEV+PHEV)                             | 0,01 % | 0,7 % | 2,3 % | 2,1 % | 2,3 % | 4,7 % | 7,4 % | 9,5 % | 10 %  |
| Utilitaires                                              | 0,01   | 1,1   | -     | -     | -     | 0,02  | 9     | 17    | 26    |
| Part de marché VUL                                       | ε      | 0,2 % | -     | -     | -     | ε     | 1,1 % | 2,9 % | 4,6 % |
| Bus                                                      | -      | 0,6   | 0,5   | 0,6   | 0,7   | 0,5   | 1     | 3,6   | 2,2   |
| Part de marché bus                                       | -      | 0,6 % | 0,4 % | 0,6 % | 0,8 % | 0,6 % | 1,1 % | 4,6 % | 2,8 % |
| 2-3 roues                                                | nd     | 1,1   | 2,8   | 6,3   | 8     | 8,9   | 9,6   | 7,8   | 7,1   |
| Part de marché 2-3 roues                                 | nd     | 0,2 % | 0,6 % | 1,3 % | 1,7 % | 1,6 % | 1,6 % | 1,3 % | 1,2 % |
| Source des données : Agence internationale de l'énergie. |        |       |       |       |       |       |       |       |       |

En 2024, les ventes de voitures électriques ont atteint 1,3 million, en hausse de 7,3 % par rapport à 2023, portant leur part de marché à 8,1 %. Les Tesla Model Y et Model 3 occupent les deux premières places, loin devant le Ford Mustang Mach-E, le Hyundai Ioniq 5 et le Tesla Cybertruck.
En 2024 (janvier-septembre), la part de marché des voitures 100 % électriques atteint 22,2 % en Californie.
En 2023, les ventes de voitures électriques ont atteint 1,2 million, en hausse de 46 % sur 2022, comparable aux 1,5 million de ventes dans l'Union européenne, plus peuplée (450 millions d'habitants contre 335 millions aux États-Unis). La part de marché des voitures électriques atteint ainsi 7,6 %. Les partenaires commerciaux des États-Unis ont obtenu du Trésor fin 2022 que le bénéfice des subventions de l'Inflation Reduction Act soit élargi aux véhicules proposés en « leasing » (location de longue durée), où qu'ils soient produits et dans davantage de gammes. Les constructeurs européens et asiatiques en ont profité : près d'une voiture électrique sur quatre (23,9 %) vendue aux États-Unis en 2023 l'a été en leasing en fin d'année, contre moins d'une sur dix en début d'année. Tesla est resté numéro un des ventes, avec 55 % de part de marché.
En 2022, le marché de la voiture électrique a progressé de 66 %, atteignant 810 000 ventes. Le million d'unités devrait être dépassé en 2023. La part de marché de Tesla est encore de 64,5 %, mais recule progressivement, à 58 % au dernier trimestre ; Ford le suit de très loin, représentant 7,6 % du marché, devant GM. La part de marché de la voiture électrique atteint 5,8 % contre 3,2 % en 2021, et devrait dépasser 7 % en 2023, grâce au lancement de 27 modèles. En vigueur depuis le début de 2023, le nouveau crédit d'impôt de 7 500 $ mis en place par l'Inflation Reduction Act, qui impose un assemblage en Amérique du Nord, devrait soutenir le marché.
En 2021, les ventes de véhicules purement électriques ont augmenté de 89 %, atteignant 487 460 unités. La part de marché de Tesla est de 72 %, mais les constructeurs américains ont sorti de nouveaux modèles, tels que le F-150 Lightning de Ford et le Hummer EV de General Motors. Entre 2022 et 2025, 85 nouveaux modèles pourraient être mis sur le marché. Cox Automative prévoit que la part de marché des voitures entièrement électriques devrait atteindre 6 % du marché en 2022 et 14 % en 2024.
En 2020, le marché de la voiture électrique a reculé de 4,5 % à 231 088 ventes, mais leur part de marché a atteint 2,0 % contre 1,7 % en 2019, le recul des ventes ayant été bien plus prononcé pour les voitures thermiques. Le parc de voitures électriques atteint 1 138 654 véhicules fin 2020, soit 0,8 % du parc total.
En 2019, la Tesla Model 3, avec plus de 150 000 immatriculations, domine largement le segment premium où les ventes des autres constructeurs sont en chute libre : -53 % en deux ans pour la BMW Serie 3, -37 % pour la Mercedes Classe C, etc. En 2020, l'arrivée du SUV Tesla Model Y pourrait accentuer cette tendance.
Avec 238 000 ventes en 2018, le marché de la voiture électrique a plus que doublé (106 000 ventes en 2017) ; la Tesla Model 3 s'est écoulée à 146 000 unités en 2018 aux États-Unis et au Canada ; elle se situe désormais parmi les cinq voitures les plus vendues aux États-Unis.

### Statistiques d'immatriculations de voitures électriques
| Année | Voitures particulières | Total des immatriculations | Part de marché |
| ----- | ---------------------- | -------------------------- | -------------- |
| 2012  | 14 587                 | 14 492 277                 | 0,10 %         |
| 2013  | 48 094                 | 15 581 565                 | 0,31 %         |
| 2014  | 63 525                 | 16 523 548                 | 0,38 %         |
| 2015  | 71 064                 | 17 468 935                 | 0,41 %         |
| 2016  | 86 731                 | 17 547 028                 | 0,49 %         |
| 2017  | 104 487                | 17 241 387                 | 0,61 %         |
| 2018  | 207 062                | 17 213 546                 | 1,20 %         |
| 2019  | 233 822                | 16 952 912                 | 1,38 %         |
| 2020  | 238 540                | 14 472 032                 | 1,65 %         |
| 2021  | 459 474                | 14 946 973                 | 3,07 %         |
| 2022  | 747 982                | 13 754 339                 | 5,44 %         |
| 2023  | 1 164 638              | 15 502 479                 | 7,51 %         |
| 2024  | 1 244 357              | 15 890 421                 | 7,83 %         |

### Statistiques de parc
| Type                                                     | 2010 | 2015   | 2018   | 2019   | 2020   | 2021  | 2022  | 2023  | 2024  |
| -------------------------------------------------------- | ---- | ------ | ------ | ------ | ------ | ----- | ----- | ----- | ----- |
| Voitures 100 % électriques (BEV)                         | 3,8  | 210    | 640    | 880    | 1 100  | 1 500 | 2 100 | 3 500 | 4 700 |
| Voitures hybrides rechargeables (PHEV)                   | -    | 190    | 480    | 570    | 640    | 720   | 910   | 1 300 | 1 600 |
| Part de parc des VE (BEV+PHEV)                           | ε    | 0,2 %  | 0,5 %  | 0,6 %  | 0,8 %  | 1 %   | 1,4 % | 2,1 % | 2,7 % |
| Utilitaires                                              | 0,01 | 4,7    | 4,7    | 4,7    | 4,7    | 4,7   | 14    | 30    | 56    |
| Part de parc VUL                                         | ε    | 0,04 % | 0,04 % | 0,04 % | 0,05 % | 0,1 % | 0,2 % | 0,3 % | 0,7 % |
| Bus                                                      | -    | 0,3    | 1,6    | 2,2    | 2,7    | 2,7   | 3,7   | 7,3   | 9,5   |
| Part de parc bus                                         | -    | 0,1 %  | 0,2 %  | 0,3 %  | 0,3 %  | 0,3 % | 0,4 % | 0,8 % | 1,1 % |
| 2-3 roues                                                | -    | 2,9    | 9,7    | 16     | 23     | 32    | 41    | 49    | 56    |
| Part de parc 2-3 roues                                   | -    | 0,04 % | 0,1 %  | 0,2 %  | 0,3 %  | 0,3 % | 0,4 % | 0,5 % | 0,6 % |
| Source des données : Agence internationale de l'énergie. |      |        |        |        |        |       |       |       |       |

## Politiques de soutien
Aux États-Unis, dès 2002, le président George W. Bush signe une loi de stimulation économique qui institue plusieurs crédits d'impôt, dont 150 millions de dollars pour les acquéreurs de véhicules électriques. Le Plug-In Electric Drive Vehicle Credit (crédit d'impôt pour les véhicules électriques rechargeables), créé en 2008, va de 2500 à 7 500 $ selon la puissance de la batterie ; certains États ont leurs propres programmes de soutien : en Californie, un crédit d'impôt pouvant atteindre 2 500 $ et en Géorgie 5 000 $ ; de nombreux avantages s'y ajoutent localement : réductions sur la facture d'électricité pour recharge en heures creuses, places de parking gratuites, réductions sur les frais de carte grise, rabais sur les assurances, accès aux voies réservées au covoiturage, aides à l'installation de bornes de recharges.
Certains États, comme le Texas et le Delaware, souhaitent utiliser la technologie plug-in comme moyen de stockage d'énergie : en période de forte demande, l'énergie stockée dans les batteries des voitures peut être réinjectée sur le réseau ; l'électricité est alors rachetée au prix de l'heure de pointe. La Californie s'est fixé un objectif de 1,5 million de véhicules électriques d'ici 2025 ; les aides à l'achat d'un véhicule électrique peuvent aller jusqu'à 15 000 $ en Virginie-Occidentale et les aides à l'installation de bornes de recharge jusqu'à 30 000 $.
En Californie, le Global Warming Solutions Act, texte fondateur adopté par l’État en 2006, a fixé des objectifs de réduction des émissions pour les transports, qui ont depuis été durcis à deux reprises, portant l'objectif de réduction des émissions à 80 % d’ici à 2050. Ce texte a relevé le prix de la vignette afin d’alimenter un fonds de développement des véhicules propres, qui dispose de plus d'un  milliard de dollars, et de financer un bonus allant jusqu’à 5 000 $ pour ceux qui les achètent ; le fonds a financé la construction de 5 700 bornes de recharges électriques (en plus de celles de Tesla) ainsi que d’un réseau de stations d’hydrogène et de gaz naturel. La Californie ne compte encore, à mi-2015, que 140 000 véhicules électriques sur un total de 24 millions de voitures, mais 40 % des véhicules électriques vendus aux États-Unis le sont en Californie.
Un sondage réalisé en mars 2018 par l’Association américaine des automobilistes (AAA) révèle que 20 % des automobilistes américains seraient prêts à acquérir une voiture électrique, soit cinq points de plus qu'en 2017. Pour les hybrides, la part est de 31 %.
Douze États américains de la côte Est (Connecticut, Delaware, Washington DC, Maine, Maryland, Massachusetts, New Hampshire, New Jersey, New York, Pennsylvanie, Rhode Island, Vermont et Virginie) ont conclu en mai 2018 un accord destiné à faciliter l’accès aux infrastructures de recharge pour les propriétaires de véhicules électriques. L’accord conclu porte sur tous les types d’infrastructures et vise à mettre en œuvre une stratégie commune.
Citant l’exemple de la Californie, dont le Clean Air Act fixe l'objectif que les véhicules zéro-émissions représentent 14,5 % des ventes à horizon 2025, General Motors appelle à l’application de quotas à l’échelle fédérale, avec une première étape à 7 % en 2021 qui augmenterait ensuite de 2 % chaque année pour atteindre 15 % d’ici 2025 et 25 % d’ici 2030, afin de mettre sept millions de voitures électriques sur les routes américaines d’ici à 2030.
La Californie s'est fixé l'objectif de mettre cinq millions de véhicules électriques sur les routes d’ici 2030 et incite les fournisseurs d’électricité californiens à installer des bornes de recharge : ainsi, Southern California Edison (SCE), après avoir installé 1 800 chargeurs en trois ans dans le cadre du programme « Charge Ready », lance en septembre 2020 « Charge Ready 2 » pour installer 38 000 points de charge supplémentaires en quatre ans.
Le président élu en novembre 2020, Joe Biden, a inscrit dans son programme l'objectif de faire des États-Unis un pays neutre en émissions carbone à l'horizon 2050. Il promet de renouveler un crédit d'impôts de 7 500 $ pour l'achat d'une voiture électrique, qui avait été voté sous l'administration Obama, mais prend fin progressivement lorsqu'un constructeur atteint les 200 000 ventes aux États-Unis, ce que Tesla et General Motors ont fait. Joe Biden a pour projet ambitieux d'installer 500 000 stations de recharge électrique d'ici à 2030, contre moins de 90 000 en 2020. Mais le Sénat pourrait bloquer ces projets. Le 5 août 2021, Biden fixe par décret un objectif pour 2030 de 50 % de voitures neuves vendues « zéro émission » (hybride rechargeable, électrique à batterie ou à hydrogène).
Le 16 août 2022, Joe Biden promulgue l'« Inflation Reduction Act », dont le volet climat modifie les conditions d'octroi du crédit d'impôt de 7 500 $ accordé aux acheteurs de voitures électriques. Cet avantage fiscal était réservé jusqu'alors aux 200000 premiers véhicules électriques d'un même constructeur ; ce plafond est supprimé et le crédit d'impôt prolongé pendant dix ans, mais il est soumis à plusieurs conditions : il est réservé aux véhicules les moins chers (moins de 55 000 $ pour une berline et moins de 80 000 $ pour un pick-up ou un SUV) et aux acheteurs bénéficiant d'un revenu imposable inférieur à 150 000 $ (300 000 $ pour un couple). De plus, seuls les véhicules assemblés aux États-Unis sont désormais éligibles. Des contraintes sur la provenance des batteries et des matériaux qui les composent seront aussi incluses progressivement. Tesla, General Motors et Ford, qui totalisent 80 % des 471 000 voitures électriques vendues aux États-Unis en 2021, produisent des véhicules éligibles, assemblés sur place, de même que la Leaf de Nissan. Les autres constructeurs devront transférer leur production dans leurs usines locales.
Depuis 2019, les investissements de l'industrie automobile en Amérique du Nord se concentrent majoritairement sur les véhicules électriques et les batteries. En 2021 et 2022, leur part dépasse 90 %. Ces investissements se déplacent massivement vers le Sud : de 2020 à 2021, les constructeurs automobiles ont investi au moins deux fois plus d'argent dans le Sud que dans la région des Grands Lacs, selon le Center for Automotive Research : 3 milliards $ en 2020, 22,4 milliards $ en 2021. En 2022, ils ont investi 15 milliards $ dans le Sud contre 18 milliards $ dans le Nord. Le gouvernement fédéral a programmé 135 milliards $ d'aides d'ici 2030 pour atteindre son objectif de 50 % de ventes électriques en 2030. Cette impulsion a déjà initié un boom manufacturier domestique, comprenant plus de 100 milliards $ d'annonces des entreprises dans le véhicule électrique, les batteries, les chargeurs aux États-Unis.
La loi californienne « Advanced Clean Cars II » (ACC II) exige que 35 % de toutes les ventes de voitures neuves soient des véhicules zéro émission pour 2026, avant de passer à 100 % d’ici à 2035. 17 États suivent déjà les réglementations d’émissions de la Californie ; huit d'entre eux (Maryland, Massachusetts, New Jersey, New York, Oregon, Vermont, Virginie et Washington) ont déjà, en avril 2023, adopté ou prévoient d’adopter aussi l’ACC II. Un rapport du think tank Energy Innovation calcule que l'application de cette norme dans les 17 États qui suivent les réglementations d’émissions de la Californie aurait pour effet que 239 millions de véhicules entièrement électriques pourraient être sur les routes américaines en 2050, soit les trois quarts des voitures en circulation aux États-Unis.
En avril 2023, l’Agence américaine de protection de l’environnement (EPA) présente un plan de réduction des émissions particulièrement ambitieux pour les nouveaux véhicules de tourisme et utilitaires légers. En particulier, les émissions de CO2 des voitures devront être réduites de 56 % d’ici à 2032. Selon Reuters, la proposition implique des réductions annuelles de la pollution moyenne de 13 %. Pour 2030, l’Agence estime que les constructeurs automobiles devront réaliser 60 % de leurs ventes avec des voitures électriques et 67 % en 2032, contre 5,8 % en 2022. Pour les véhicules utilitaires : 50 % des bus et des camions à ordures devront être électriques d’ici à 2032 ; pour les tracteurs à courte distance, le quota devrait être de 35 % et, pour les camions longue distance, de 25 %.
En août 2023, le maire de New York passe un accord avec la commission des taxis et limousines (TLC) de la ville : tous les taxis et VTC devront être électriques à New York en 2030. Les primes fédérales et celles spécifiques à l’État devraient permettre d’égaliser les tarifs des voitures électriques et thermiques en 2027. Uber et Lyft, pourtant indépendants de la ville, ont signé ce plan.
Le 14 mai 2024, le président Biden annonce la mise en place de droits de douane additionnels sur 18 milliards de dollars de marchandises chinoises, en particulier sur les véhicules électriques, dont les taxes douanières vont quadrupler, passant de 25 % à 100 %. Les droits sur les batteries lithium-ion qui équipent ces véhicules passeront de 7,5 % à 25 %. Les composants des batteries seront aussi frappés : le graphite naturel et les aimants permanents seront taxés à partir de 2026. Les effets de long terme de cette fermeture du marché américain pourraient être un ralentissement de l'innovation et de la transition énergétique.
En juin 2024, une trentaine d'entités, dont de nombreux concessionnaires automobiles et négociants en carburant, menées par l’American Petroleum Institute et la National Corn Growers Association, s'associent pour déposer des pétitions auprès de la Cour d’appel des États-Unis contre les nouvelles réglementations strictes en matière d’émissions de CO2, qui selon elles « obligent illégalement les constructeurs automobiles à vendre des voitures électriques ». Le texte adopté les contraindrait à réduire les émissions de CO2 de l’ensemble de leur parc de véhicules légers de 50 % entre 2027 et 2032. Donald Trump promet de revenir en arrière s’il est élu.